# Gliese 581 g
Gliese 581 g (на български: Глийзе (Глийза) 581-г) е екзопланета в системата на звездата от тип червено джудже Gliese 581, чието съществуване все още не напълно потвърдено. Намира се на около 20,5 светлинни години от Земята, на територията на съзвездието Везни. Тя е шестата открита планета в системата на Gliese 581 и четвърта по отдалеченост от нея. В края на септември 2010 г. проучването за екзопланети „Лик-Карнеги“ оповестява откритието на планетата след десетгодишни наблюдения.
Проучваната сочат, че Gliese 581 g се намира близо до средата на обитаемата зона на своята звезда. Ако тя е скалиста планета, добрите атмосферни условия биха позволили съществуването на течна вода, необходима за всякакъв познат живот, на повърхността ѝ. С маса между 3,1 до 4,3 пъти колкото земната, Gliese 581 g се счита за свръхземя и е екзопланетата с най-близък до земния размер в обитаема зона. Всичко това я прави най-близкият двойник на Земята и най-големия потенциал за живот извън Слънчевата система. Но при днешното технологично ниво на човечеството не е възможно да се достигне до планетата от Земята — например едно пътуване със скоростта на космическа совалка би отнело 766 000 години.
Откриването на Gliese 581 g след толкова кратки наблюдения и в такава близост до Земята кара астрономите да мислят, че над 10 % от звездите имат обитаеми планети в системите си.